# Bacalari-tó
A Bacalari-tó (spanyolul: Laguna de Bacalar) egy igen hosszú, de keskeny tó a mexikói Quintana Roo államban. Nevezik a „hét szín tavának” is („Laguna de los siete colores”), mert a különböző mélységű és különböző vízfenéki kőzetekkel (többnyire fehér homokkal) borított részek egyesek szerint a kék szín hét különböző árnyalatát adják a tónak.

## Földrajz
A tó Mexikó délkeleti részén, a Yucatán-félszigeten található Quintana Roo állam Bacalar és Othón P. Blanco községeinek határán, közel a belizei határhoz is. Nyugati partján épült fel Bacalar városa, de tőle délre–délkelere közel van az állam fővárosa, a Chetumali-öböl partján található Chetumal is. Környezete szinte teljesen sík, csak néhány tíz méteres „magaslatok” fordulnak elő, maga a tó pedig körülbelül a tenger szintjén terül el. Hossza körülbelül 50 kilométer, míg szélessége legfeljebb 2 km.

## Turizmus
Bacalar és környéke, így a tó is kedvelt turistacélpont. A fürdés mellett lehetőség van táborozásra is, létesítettek kis, pálmalevéllel fedett, oldalról nyitott kunyhókat (úgynevezett palapákat) is, de vannak éttermek is a parton, és lehetőség van hajózásra, kajakozásra és búvárkodásra is. A turisták egyik kedvenc helyszíne a parton található elhagyott kalózhajó.

## Képek

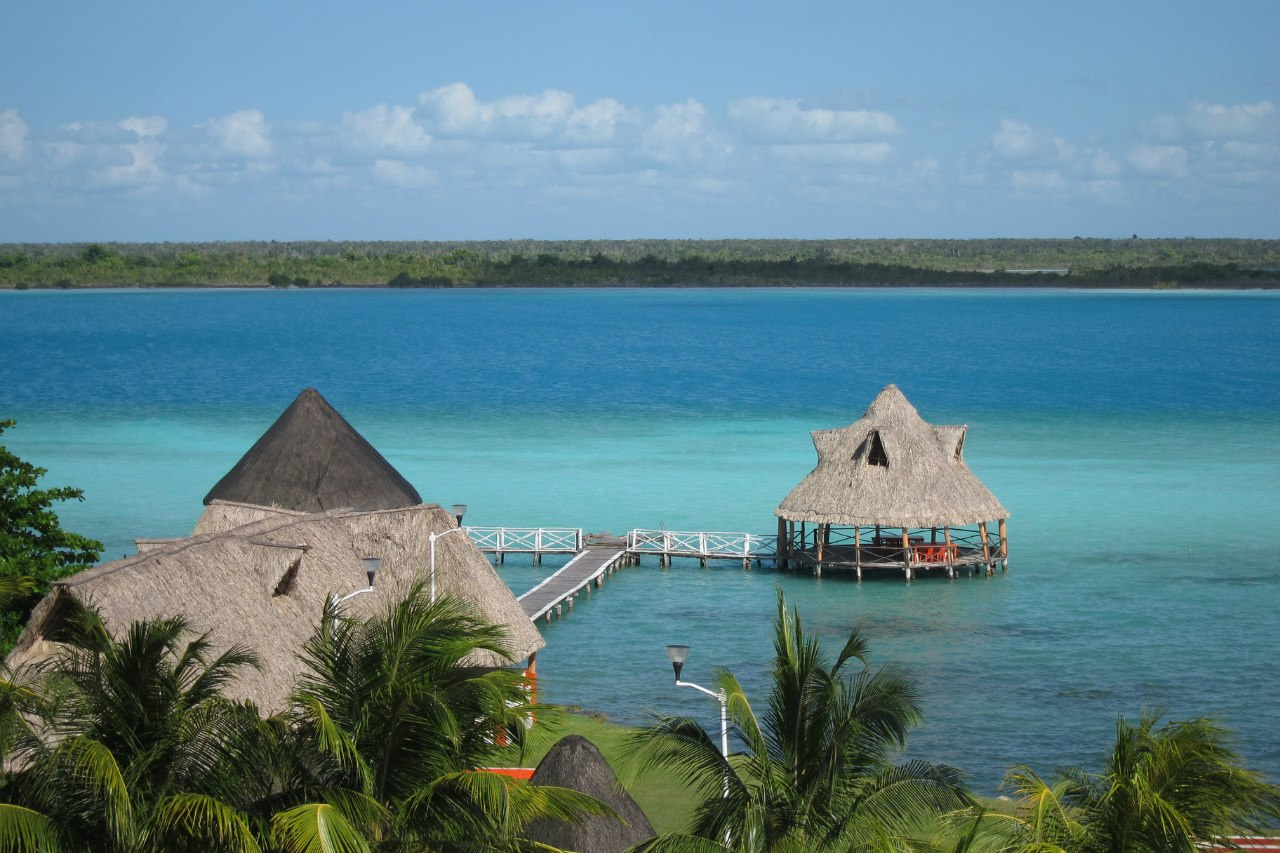
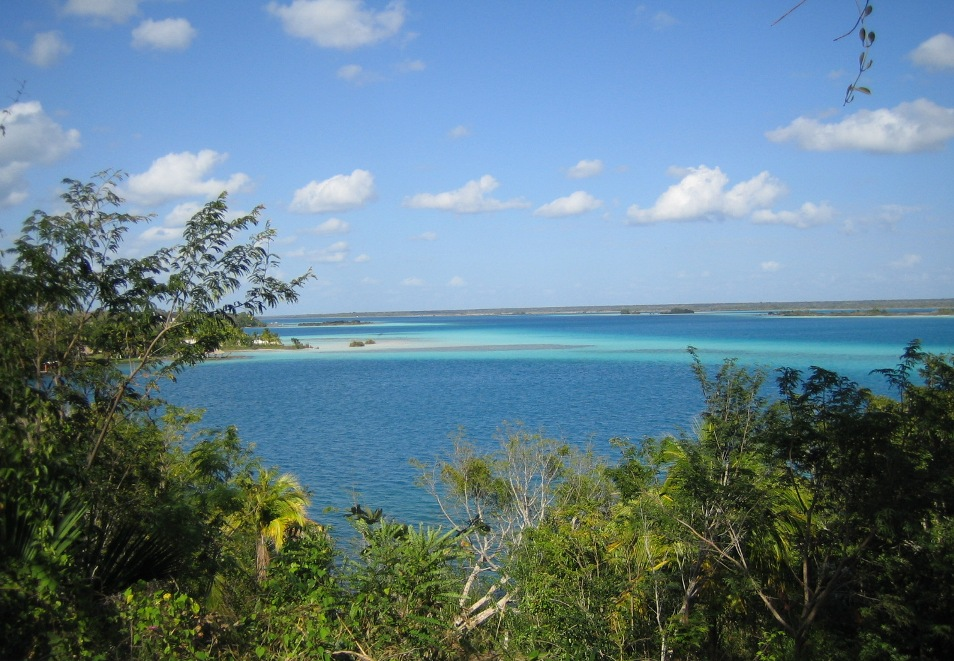
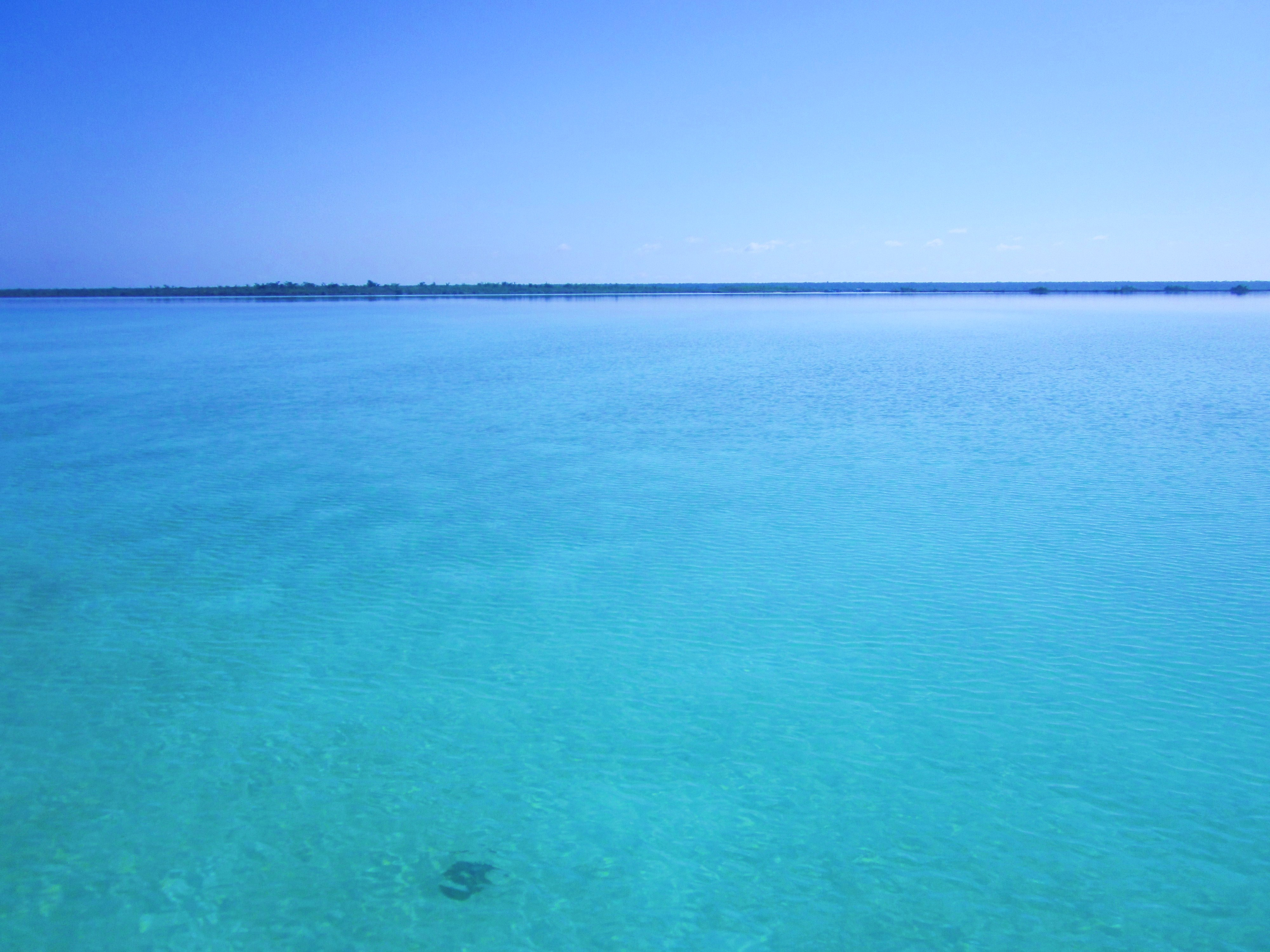
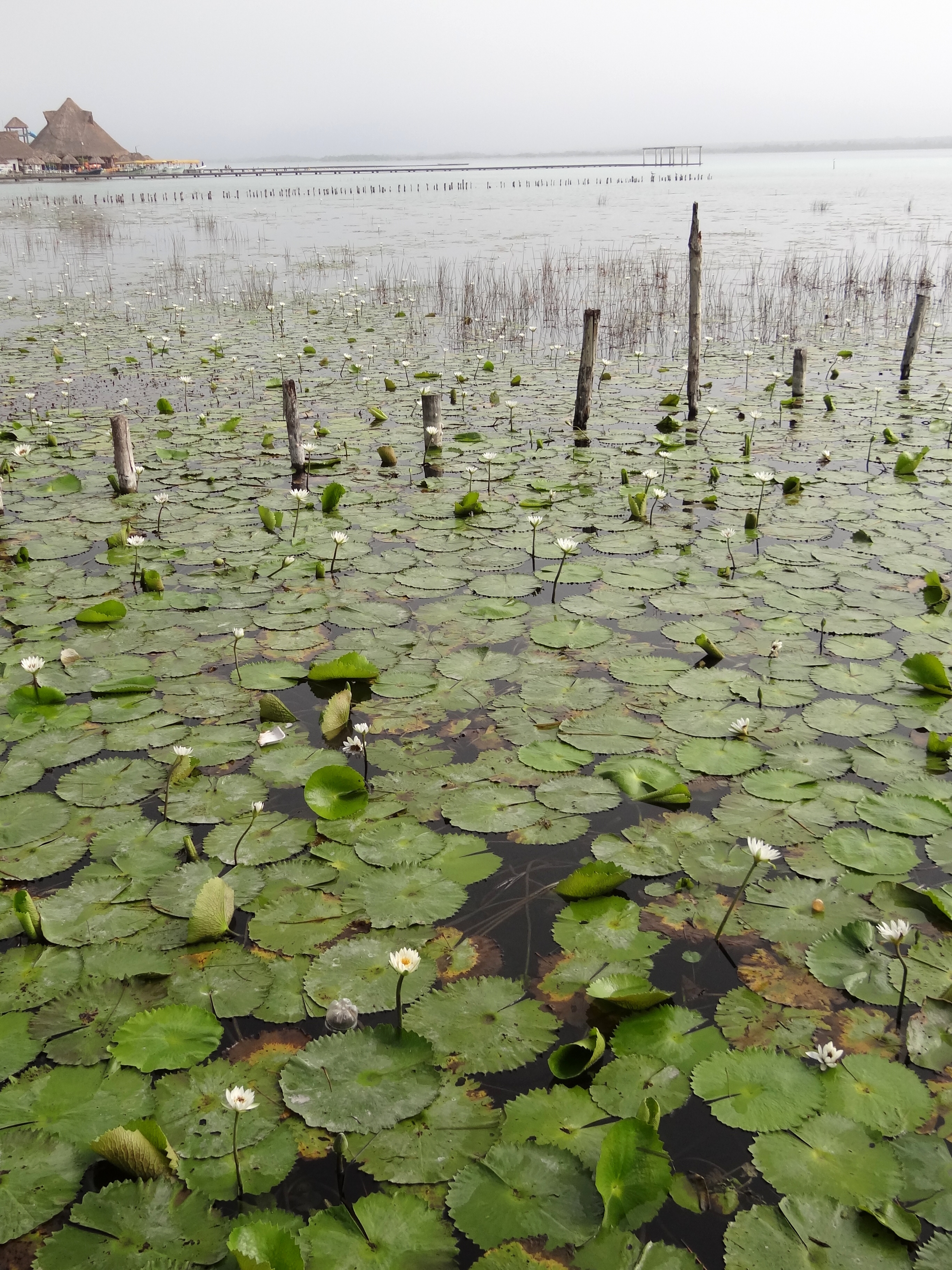